# Табачников, Сергей Львович
Сергей Львович Табачников (род. 1956, Москва, СССР) — советский и американский математик, специалист в области дифференциальной и маломерной топологии, теории динамических систем, профессор Университета штата Пенсильвания.

## Биография
Родился в Москве, в семье Льва Максимовича Табачникова (1921—1984), уроженца Бердичева, и Нины Исаевны Зильберман (1923—1998), родом из Киева. Окончил Вторую школу (1973), Московский государственный педагогический университет (1978). В 1987 году на мехмате МГУ под руководством Фоменко и Фукса защитил кандидатскую диссертацию «Геометрические приложения когомологий бесконечномерных алгебр Ли».
В 1990 году эмигрировал в США, работал преподавателем Университета Арканзаса.
В 2013—2015 годы — директор Института вычислительной и экспериментальной исследовательской математики в Провиденсе (Род-Айленд), с 2015 года — заместитель директора.
Почётный член Американского математического общества. Главный редактор журнала Experimental Mathematics.